# Синицький Данило Олександрович
Дани́ло Олекса́ндрович Сини́цький (рос. Даниил Александрович Синицкий; 11 (23) листопада 1835 — 21 грудня 1907 (3 січня 1908)) — подільський церковний історик і краєзнавець 19 століття. Батько Леонтія Синицького та Євгена Синицького.

## Біографічні відомості
1857 року закінчив Подільську духовну семінарію в Кам'янці-Подільському. 1861 року закінчив Київську духовну академію .
Досліджував історію Подільської духовної семінарії та Троїцького монастиря в Кам'янці-Подільському. Публікувався в газеті «Подольские епархиальные ведомости».

## Основні праці
- Исторические сведения о Подольской духовной семинарии. — Каменец-Подольск, 1866. — 79 с.
- Каменецкий Свято-Троицкий первоклассный монастырь: Исторический очерк. — Каменец-Подольск, 1868.